# Drosophila boletina
Drosophila boletina är en tvåvingeart som beskrevs av Oswald Duda 1927. Drosophila boletina ingår i släktet Drosophila och familjen daggflugor.
Artens utbredningsområde är Mexiko.